# Historia de Abrantes

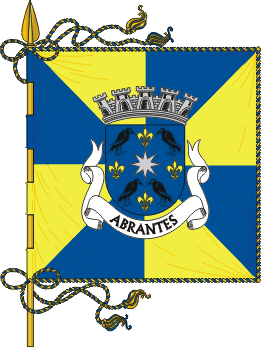
Se piensas que Abrantes es de origen celta y que recibiño su nombre de los romanos.

Abrantes y su castillo fueron conquistados por Afonso Henriques en 1148. Recibió los fueros en 1179, en recompensa a la resistencia ofrecida a los sitiadores marroquíes de Abem Jacob, los cuales se tuvieron que retirar con muchas bajas. En 1510 su fuero fue reformado por Manuel I.
En 1807 fue tomada por el general francés Junot durante la Guerra de la Independencia Española. Junot recibió el título de Duque de Abrantes.
Fue elevada a categoría de ciudad en 1916, por la ley n.º 601 del 14 de junio. Hoy engloba oficialmente cuatro freguesias: Rossio ao Sul do Tejo, São João, São Vicente y Alferrarede.
Se piensa que la ciudad es de origen celta y que su nombre proviene del latín Aurantes (por el oro que tendría la región).
- Datos: Q9004133